# Salto con gli sci ai I Giochi olimpici giovanili invernali - Individuale maschile
La gara individuale maschile di salto con gli sci ai I Giochi olimpici giovanili invernali di Innsbruck 2012 si è svolta alla Seefeld Arena il 14 gennaio. Hanno preso parte a questa gara 23 atleti in rappresentanza di altrettante nazioni.

## Risultati
| Pos. | Atleta                 | Nazione     | Punteggio primo salto | Punteggio secondo salto | Punteggio totale |
| ---- | ---------------------- | ----------- | --------------------- | ----------------------- | ---------------- |
|      | Anže Lanišek           | Slovenia    | 143,7                 | 142,4                   | 286,1            |
|      | Mats Søhagen Berggaard | Norvegia    | 137,8                 | 140,0                   | 277,8            |
|      | Yukiya Satō            | Giappone    | 136,6                 | 123,5                   | 260,1            |
| 4    | Andreas Wellinger      | Germania    | 127,4                 | 125,5                   | 252,9            |
| 5    | Miika Ylipulli         | Finlandia   | 124,5                 | 122,3                   | 246,8            |
| 6    | Tomas Friedrich        | Rep. Ceca   | 127,9                 | 118,5                   | 246,4            |
| 7    | Elias Tollinger        | Austria     | 127,4                 | 118,2                   | 245,6            |
| 8    | Dusty Korek            | Canada      | 123,8                 | 117,0                   | 240,8            |
| 9    | Killian Peier          | Svizzera    | 119,9                 | 117,0                   | 236,9            |
| 10   | Daniele Varesco        | Italia      | 107,8                 | 108,1                   | 215,9            |
| 11   | Oldrick van der Aalst  | Paesi Bassi | 103,0                 | 112,2                   | 215,2            |
| 12   | Serhij Drozdov         | Ucraina     | 107,6                 | 107,0                   | 214,6            |
| 13   | Rauno Loit             | Estonia     | 103,5                 | 103,5                   | 207,0            |
| 14   | Krzysztof Leja         | Polonia     | 101,1                 | 105,2                   | 206,3            |
| 15   | Arthur Royer           | Francia     | 105,9                 | 93,9                    | 199,8            |
| 16   | Faik Yüksel            | Turchia     | 100,6                 | 95,3                    | 195,9            |
| 17   | Robert Valentin Tatu   | Romania     | 95,8                  | 92,1                    | 187,9            |
| 18   | Jurij Samsonov         | Russia      | 96,7                  | 90,0                    | 186,7            |
| 19   | William Rhoads         | Stati Uniti | 86,4                  | 95,0                    | 181,4            |
| 20   | Ákos Szilágyi          | Ungheria    | 90,0                  | 87,8                    | 177,8            |
| 21   | Dejan Funtarov         | Bulgaria    | 63,3                  | 103,2                   | 166,5            |
| 22   | Aljaksandr Mechetka    | Bielorussia | 46,5                  | 48,9                    | 95,4             |
| 23   | Kanat Chamitov         | Kazakistan  | 40,9                  | 31,6                    | 72,5             |